# Seewis im Prättigau
Seewis im Prättigau est une commune suisse du canton des Grisons, située dans la région de Prättigau/Davos et la vallée du Prättigau.

Photo aérienne prise par Walter Mittelholzer (1923).

## Monuments et curiosités
- L'église réformée de Seewis est un bâtiment de style gothique tardif à une nef daté de 1487. La nef a été transformée en style baroque en 1758.
- Situé dans une gorge, le château de Fracstein, en ruine, est un château rupestre remontant au XIIe siècle. Il est inscrit comme bien culturel d'importance nationale[3].
- Au-dessus de Schmitten, ruine du château-fort de Solavers, ancienne église-forteresse transformée en château féodal au XIe siècle. À l'intérieur, vestiges de l'église médiévale Notre-Dame (Liebfrauenkirche)[4].